# Rhona Robertson
Rhona S. Robertson (* 19. Juli 1970 in Auckland) ist eine Badmintonspielerin aus Neuseeland.

## Sportliche Karriere
Rhona Robertson nahm an 1992 und 1996 an den Olympischen Spielen teil. Ihre beste Platzierung erreichte sie 1996 mit Platz 9 im Damendoppel mit Tammy Jenkins. 1997 und 2001 gewann sie die Australian Open, 2002 die Croatian International.

## Erfolge
| Saison | Veranstaltung          | Disziplin   | Platz | Name                                  |
| ------ | ---------------------- | ----------- | ----- | ------------------------------------- |
| 1992   | Olympia                | Dameneinzel | 17    | Rhona Robertson                       |
| 1992   | Olympia                | Damendoppel | 17    | Tammy Jenkins / Rhona Robertson       |
| 1993   | New Zealand Open       | Dameneinzel | 1     | Rhonda Robertson                      |
| 1993   | New Zealand Open       | Damendoppel | 1     | Rhona Robertson / Liao Yue Jin        |
| 1995   | Auckland International | Dameneinzel | 1     | Rhona Robertson                       |
| 1995   | Auckland International | Damendoppel | 1     | Tammy Jenkins / Rhona Robertson       |
| 1996   | New Zealand Open       | Damendoppel | 1     | Tammy Jenkins / Rhona Robertson       |
| 1996   | Olympia                | Dameneinzel | 17    | Rhona Robertson                       |
| 1996   | Olympia                | Damendoppel | 9     | Tammy Jenkins / Rhona Robertson       |
| 1997   | Australian Open        | Damendoppel | 1     | Tammy Jenkins / Rhona Robertson       |
| 1997   | New Zealand Open       | Damendoppel | 1     | Tammy Jenkins / Rhona Robertson       |
| 1997   | Auckland International | Damendoppel | 1     | Tammy Jenkins / Rhona Robertson       |
| 1997   | Auckland International | Dameneinzel | 2     | Rhona Robertson                       |
| 1998   | Auckland International | Damendoppel | 1     | Tammy Jenkins / Rhona Robertson       |
| 1999   | Auckland International | Dameneinzel | 1     | Rhona Robertson                       |
| 2000   | Auckland International | Dameneinzel | 1     | Rhona Robertson                       |
| 2000   | Auckland International | Damendoppel | 1     | Tammy Jenkins / Rhona Robertson       |
| 2000   | Auckland International | Mixed       | 2     | Geoffrey Bellingham / Rhona Robertson |
| 2001   | Australian Open        | Damendoppel | 1     | Tammy Jenkins / Rhona Robertson       |
| 2001   | Auckland International | Damendoppel | 1     | Tammy Jenkins / Rhona Robertson       |
| 2001   | Auckland International | Mixed       | 3     | Chris Blair / Rhona Robertson         |
| 2002   | Croatian International | Damendoppel | 1     | Tammy Jenkins / Rhona Robertson       |
| 2002   | Auckland International | Damendoppel | 1     | Rhona Robertson / Bei Wu              |